# Tajemství Lesní země
Tajemství Lesní země je česká televizní pohádka režírovaná Václavem Křístkem.

## Děj
Král Jaroslav a královna Anna spolu vládnou království a mají syna Jarka. V sousední Lesní zemi vládne lesní kněžna, ale dohled nad Lesní zemí svěřila Pavučincovi. Ten touží po moci, proto přemýšlí, jak se stát králem. Usmyslí si, že si vezme princeznu, a domnívá se, že Klára, dcera štolby Petra a jeho ženy Kateřiny, je dcerou krále.
Král má rád hony a při jednom honu na jelena se i s družinou dostanou až do Lesní země, kde se ztratí. Král navrhne, aby se družina rozdělila. Ostatní členové družiny dojdou domů, ale král Jaroslav stále bloudí Lesní zemí, až se setká s Pavučincem. Domluví se s ním, že ho Pavučinec vyvede z lesa, ale na oplátku mu musí věnovat toho, kdo se s ním jako první přivítá. Po návratu se s ním jako první přivítá jeho syn Jarek, ale král na hranici Lesní země nechá přivázat svého psa, protože uslyšel jeho štěkot dříve, než se s ním přivítal jeho syn. Pavučinec ale psa nepřijme a unese Kláru. Král s družinou se snaží Kláru najít v Lesní zemi, ale velká část jeho družiny se utopí v bažině. Proto je princ Jarek poslán na studia do ciziny.
Po několika letech se princ Jarek, už jako dospělý, vrací domů. Potká Vojtu a Jindru, bratry unesené Kláry, kteří mu vypráví, že Klára byla unesena. Princ Jarek neváhá a vydává se jí hledat do Lesní země. Dojde až k zámku, kde sídlí Pavučinec a nechá se jím najmout, aby osvobodil Kláru. Společně se jim utéct nepodaří a Klára se vrací k Pavučincovi. Princ Jarek se proto vydá najít lesní kněžnu, aby od ní získal její kouzelnou hůlku. Tuto kouzelnou hůlku pak předá Pavučincovi, který se s její pomocí pokusí proměnit prince Jarka, ale kouzelná hůlka promění v houby Pavučince a jeho dva sluhy. Pak se objeví lesní kněžna a dočasně svěří vládu nad svojí zemí princi Jarkovi. Princ Jarek s Klárou se pak vrátí domů.

## Lokace
Film se natáčel na náchodském zámku a Novém hradě. Dále v Adršpašských skalách a na Kočičím hradě na Ostaši. V Moravském krasu se natáčelo na Býčí skále a jeskyni Kostelík.

## Obsazení
| Jan Vondráček        | Pavučinec                    |
| Zuzana Vejvodová     | královna Anna                |
| Jiří Dvořák          | král Jaroslav                |
| Josef Tuček          | malý princ Jarek             |
| Braňo Holiček        | dospělý princ Jarek          |
| Barbora Munzarová    | štolbová Kateřina            |
| Petr Motloch         | štolba Petr                  |
| Tereza Hladišová     | dospělá Klára                |
| Debora Kratochvílová | malá Klára                   |
| Ondřej Sekyrka       | malý Vojta                   |
| Petr Vančura         | dospělý Vojta                |
| Josef Kaňka          | malý Jindra                  |
| Matouš Ruml          | dospělý Jindra               |
| Karel Zima           | Hadovec, Pavučincův sluha    |
| Jan Plouhar          | Lysohlávek, Pavučincův sluha |
| Vladimír Polák       | stráž                        |
| Michal Przebinda     | stráž                        |
| Klára Brtníková      | lesní kněžna                 |
| Tatiana Vilhelmová   | hlas studánky                |
| Matěj Hádek          | vypravěč                     |